# Кајлуа (округ Хонолулу)
Кајлуа (енгл. Kailua) насељено је место за статистичке потребе у америчкој савезној држави Хаваји. По попису становништва из 2010. у њему је живело 38.635 становника.

## Демографија
Према попису становништва из 2010. у граду је живело 38.635 становника, што је 2.122 (5,8%) становника више него 2000. године.
| Група             | 2000.          | 2010.          |
| Белци             | 16.276 (42,1%) | 15.433 (42,3%) |
| Афроамериканци    | 224 (0,6%)     | 277 (0.8%)     |
| Азијати           | 7.827 (20,3%)  | 7.709 (21,1%)  |
| Хиспаноамериканци | 2.525 (6,5%)   | 2.228 (6,1%)   |
| Укупно            | 36.513         | 38.635         |